# Mario Rigamonti
Mario Rigamonti (Capriolo, 17 dicembre 1922 – Superga, 4 maggio 1949) è stato un calciatore italiano, di ruolo difensore centrale.

## Biografia
Suo fratello era il lottatore greco-romano e chirurgo Luigi Rigamonti, che partecipò ai Giochi olimpici di Londra 1948. Anche lui in gioventù praticò la lotta ed ottenne successi a livello regionale.
Aveva una passione sfrenata per la moto. Era noto per essere costantemente in ritardo: era solito arrivare negli spogliatoi pochi minuti prima dell'inizio della partita.
Morì il 4 maggio 1949, assieme ai compagni di squadra e ad alcuni dirigenti, nella tragedia di Superga.
Oggi giace nel cimitero di Capriolo in una cappella dedicata a tutta la sua famiglia.
A lui sono stati dedicati lo stadio di calcio comunale di Brescia e il centro sportivo "Mario Rigamonti", sempre a Brescia, vivaio di numerosi giovani calciatori. Gli è stato cointestato anche lo stadio Rigamonti-Ceppi di Lecco.

## Carriera

### Club

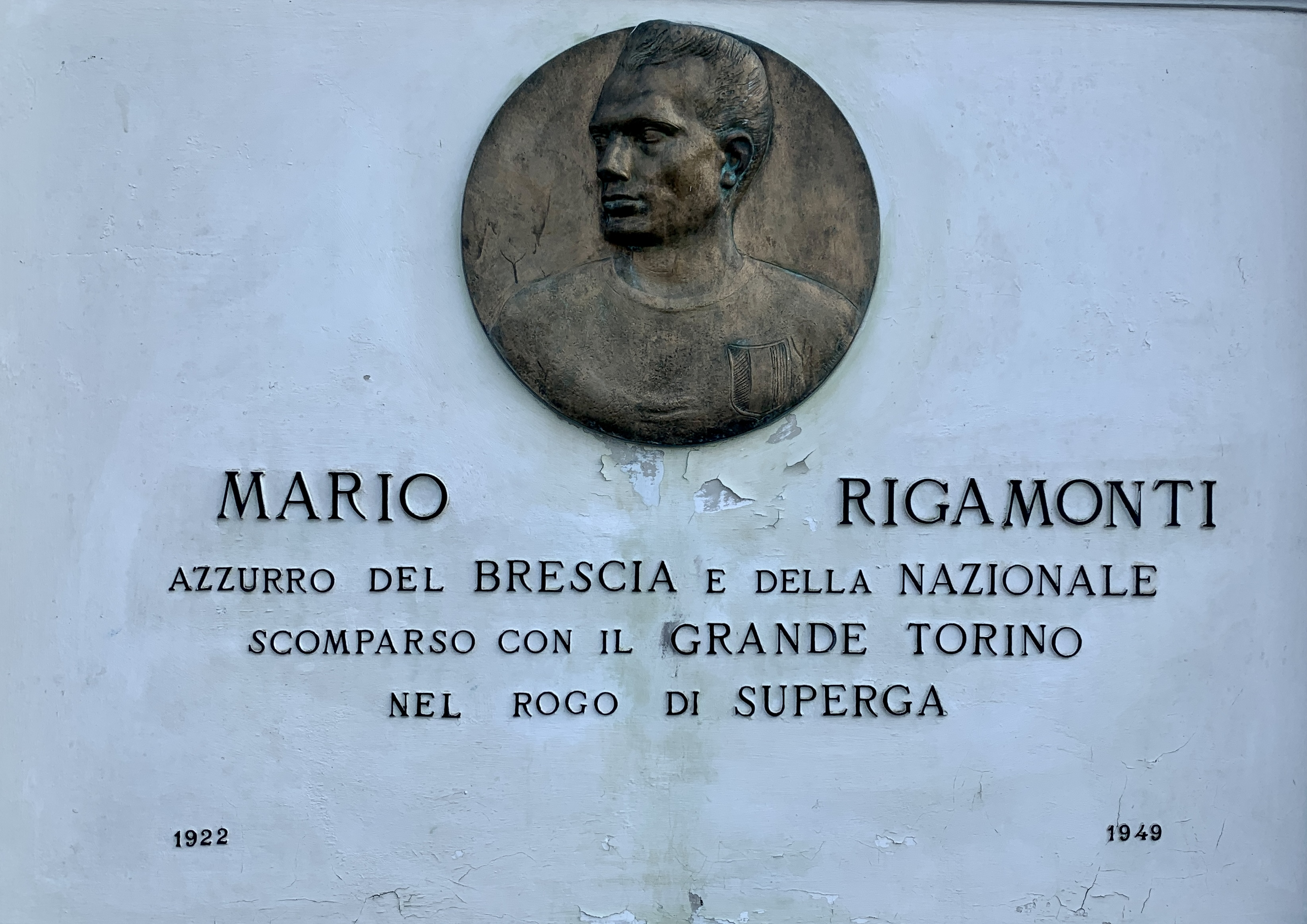
Lapide dedicata a Mario Rigamonti fuori dall'omonimo stadio a Brescia.

Calcisticamente muove i primi passi nel Brescia e dalla squadra lombarda approda al Torino appena diciannovenne, nell'estate del 1941. Raggiungerà la prima squadra granata solo nel dopoguerra: giocò infatti in prestito nello stesso Brescia il torneo bellico del 1944 e nelle file del Lecco il Torneo lombardo del 1944/45. Era un difensore (nel ruolo che all'epoca veniva definito di centromediano sistemista e, successivamente, più comunemente di stopper) duro e coraggioso, talvolta rabbioso negli interventi.
Nel Torino giocò 140 partite di campionato, contribuendo alla vittoria di quattro scudetti.
Nel maggio del 1947 Vittorio Pozzo gli consegnò la prima delle sue tre maglie azzurre. Il ruolo di titolare in quella Nazionale, che giocava ancora col metodo, era di Parola.
Perse la vita nella tragedia di Superga il 4 maggio 1949, con 31 persone tra i quali 18 suoi compagni nella squadra del Torino. A lui è stato intitolato lo stadio della sua città natale (ove è stato sepolto), nel quale si trova murata, nella cinta, una lapide con un suo ritratto in bronzo, opera dello scultore Angelo Righetti.

### Nazionale
Destinato a diventare titolare fisso, giocò soltanto 3 partite nella Nazionale italiana (da ricordare che durante l'epopea del Grande Torino la Nazionale azzurra disputò soltanto 10 partite), "chiuso" dalla presenza di Carlo Parola, del quale era considerato l'erede naturale. La prima partita in azzurro la disputò l'11 maggio 1947 a Torino contro l'Ungheria, battuta per 3-2; fu la partita nella quale 10 elementi su 11 in campo da titolari erano giocatori del Grande Torino (l'unico non granata fu il portiere juventino Sentimenti IV). Il 14 aprile 1948 giocò allo stadio "Colombes" di Parigi contro la Francia (vittoria per 3-0). Il 27 marzo 1949, infine, giocò a Madrid contro la Spagna (vittoria per 3-1).

## Statistiche

### Cronologia presenze e reti in nazionale
| Cronologia completa delle presenze e delle reti in nazionale ― Italia | Cronologia completa delle presenze e delle reti in nazionale ― Italia | Cronologia completa delle presenze e delle reti in nazionale ― Italia | Cronologia completa delle presenze e delle reti in nazionale ― Italia | Cronologia completa delle presenze e delle reti in nazionale ― Italia | Cronologia completa delle presenze e delle reti in nazionale ― Italia | Cronologia completa delle presenze e delle reti in nazionale ― Italia | Cronologia completa delle presenze e delle reti in nazionale ― Italia |
| Data                                                                  | Città                                                                 | In casa                                                               | Risultato                                                             | Ospiti                                                                | Competizione                                                          | Reti                                                                  | Note                                                                  |
| --------------------------------------------------------------------- | --------------------------------------------------------------------- | --------------------------------------------------------------------- | --------------------------------------------------------------------- | --------------------------------------------------------------------- | --------------------------------------------------------------------- | --------------------------------------------------------------------- | --------------------------------------------------------------------- |
| 11-5-1947                                                             | Torino                                                                | Italia                                                                | 3 – 2                                                                 | Ungheria                                                              | Amichevole                                                            | -                                                                     |                                                                       |
| 4-4-1948                                                              | Parigi                                                                | Francia                                                               | 1 – 3                                                                 | Italia                                                                | Amichevole                                                            | -                                                                     |                                                                       |
| 27-3-1949                                                             | Madrid                                                                | Spagna                                                                | 1 – 3                                                                 | Italia                                                                | Amichevole                                                            | -                                                                     |                                                                       |
| Totale                                                                |                                                                       | Presenze                                                              | 3                                                                     |                                                                       | Reti                                                                  | 0                                                                     |                                                                       |

## Nella cultura di massa
Mario Rigamonti è stato interpretato dall'attore Max Parodi nella miniserie TV Il Grande Torino.

## Palmarès
- Campionato italiano: 4

Torino: 1945-1946, 1946-1947, 1947-1948, 1948-1949